# Johannes Lello
Pour les articles homonymes, voir Lello.
Johannes Lello (né le 25 novembre 1895 à Tartu en Estonie, faisant partie à l'époque de l'Empire russe, et mort le 26 novembre 1976) est un joueur de football international estonien, qui évoluait au poste de défenseur.

## Biographie

### Carrière en sélection
Johannes Lello reçoit trois sélections en équipe d'Estonie lors de l'année 1924.
Il joue son premier match en équipe nationale le 25 juillet 1924, en amical contre la Suède (défaite 5-2 à Stockholm). Il joue son deuxième match le 14 septembre 1924, en amical contre la Finlande (défaite 4-0 à Helsinki). Il reçoit sa dernière sélection le 18 octobre 1924, en amical contre la Lettonie (défaite 2-0 à Riga).
Il participe avec l'équipe d'Estonie aux Jeux olympiques de 1924. Lors du tournoi olympique organisé à Paris, il ne joue aucun match.